# Heinrich Leiner
Heinrich von Leiner, uváděno též Leinner, česky Jindřich rytíř Leiner (1. června 1818 Praha – 21. července 1886 Bezejovice), byl rakouský politik německé národnosti z Čech, v 2. polovině 19. století poslanec Říšské rady a Českého zemského sněmu.

## Biografie
Vystudoval práva na Karlo-Ferdinandově univerzitě. Roku 1843 získal titul doktora práv. Působil jako velkostatkář. Byl nájemcem a od roku 1882 i majitelem velkostatku Lešany na Benešovsku. Od roku 1849 byl členem Vlastenecko-hospodářské společnosti. Roku 1877 se stal členem okresní školní rady v Benešově.
Zapojil se i do politiky. V doplňovacích volbách v říjnu 1869 byl zvolen na Český zemský sněm za kurii velkostatkářskou (nesvěřenecké velkostatky). Do sněmu se vrátil v zemských volbách v roce 1872. Mandát obhájil v zemských volbách v roce 1878. Patřil ke Straně ústavověrného velkostatku, která byla proněmecky, provídeňsky a centralisticky orientovaná.
Byl též poslancem Říšské rady (celostátního parlamentu), kam usedl v prvních přímých volbách v roce 1873 za kurii velkostatkářskou v Čechách. Slib složil 23. října 1877. Po jisté přestávce se do parlamentu vrátil v doplňovacích volbách roku 1881. Slib složil 14. listopadu 1881. Uvádí se jako statkář, bytem v Castrowic.